# Tolecusatellitidae
Die Tolecusatellitidae sind eine Familie Satellitenviren, die zu ihrer Replikation auf ein Helfervirus angewiesen sind. Die Familie besteht aus zwei Gattungen: Betasatellite und Deltasatellite.
Betasatelliten sind vom Wirtsbereich und von den ausgelösten Symptomen her wichtige Satelliten, die entweder mit Helferviren der Gattung Begomovirus oder Mastrevirus (beide aus der Familie Geminiviridae) assoziiert (vergesellschaftet) sind. Sie sind hochdivers und in der Alten Welt geographisch weit verbreitet.

## Beschreibung
Ursprünglich wurden die Betasatelliten als DNAβ bezeichnet (im Unterschied zur Genom-Komponente DNA-B (dem zweiten Genom-Segment) von Viren der Gattung Begomovirus). Inzwischen gilt es als wahrscheinlich, dass Betasatelliten (alias DNAβ) teilweise die gleichen Funktionen kodiert wie DNA-B, insbesondere die Virusbewegung in den pflanzlichen Wirten, ein Virulenzfaktor. Die ersten gefundenen Betasatelliten (im Jahr 2003) waren mit Begomoviren (als Helferviren) assoziiert, die ein unsegmentiertes Genom haben (monopartit). Später fand man aber auch mit Mastreviren assoziierte Vertreter (Mastrevirus ist eine andere Gattung der Familie Geminiviridae). Einige wenige Betasatelliten sind auch mit Begomoviren assoziiert, die ein segmentiertes (bipartites) Genom haben.
Die ehemalige Typusspezies (moderne Bezeichnung Betasatellite ageraflavi, mit Ageratum yellow vein betasatellite, AYVB) war die erste beschriebene Spezies der Betasatelliten und der Tolecusatellitidae überhaupt; die ehemalige Typusspezies (moderne Bezeichnung Deltasatellite solani, mit Tomato leaf curl deltasatellite, ToLCD) der zweiten Gattung Deltasatellite (Deltasatelliten) unterscheidet sich im Genom ausreichend signifikant von den Betasatelliten. Trotz der Unterschiede sind die Deltasatelliten mit den Betasatelliten verwandt und mit hoher Wahrscheinlichkeit sogar aus diesen hervorgegangen.

## Genom
Das Genom der Tolecusatellitidae ist ein zirkulär geschlossenes, einzelsträngiges DNA-Molekül, mit einer Länge von 700 bis 1.350 nt (Nukleotiden), das keine Sequenzidentität zu den Helferviren aufweist.
Beide Kladen (Gattungen) der Familie besitzen (wie die möglicherweise nicht näher verwandten Alphasatellitidae) im Genom eine adeninreiche Region. Das Genom der Deltasatelliten sieht aber ansonsten in mancherlei Hinsicht wie ein defektes Betasatelliten-Genom aus. Betasatelliten besitzen im Genom eine sogenannte satellite conserved region (SCR) mit einem einzigen Gen (betaC1) darin, das für ein Protein beta-C1 mit 13,5 kDa (Kolo-Dalton) kodiert.
Die SCR der Deltasatelliten leitet sich offenbar von der SCR der Betasatelliten ab, ihnen fehlt aber das betaC1-Gen darin. Deltasatelliten kodieren überhaupt keine Proteine und sehen wie „defekte“ Betasatelliten aus.

## Replikationszyklus
Die Tolecusatelliten (Betasatellite wie Deltasatellite) sind zur Replikation auf ihre Helferviren angewiesen: Sie werden von ihren Helferviren repliziert und verpackt (assembliert).
Die Replikation geschieht im Zellkern der eukaryotischen Wirtszelle in folgenden Schritten:
- Das Virus dringt in die Wirtszelle ein.
- Das Kapsid wird entfernt, das virale ssDNA-Genom dringt in den Zellkern ein.
- Die ssDNA wird mit Mitteln der Wirtszelle durch Hinzufügen eines Komplementärstrangs in dsDNA umgewandelt.
- Durch bidirektionale dsDNA-Transkription (per sog. IR-Promotor) werden virale mRNAs produziert (transkribiert) und virale Proteine translatiert.
- Die Replikation wird durch die Spaltung des (+)Strangs durch REP (das Replikations-Initiatorprotein des Helfervirus als Mitglied der Familie Geminiviridae im Phylum Cressdnaviricota: Circular REP encoding single stranded DNA viruses) initiiert und erfolgt per rolling circle, was ein ssDNA-Genom produziert.
- Diese neu gefertigte ssDNA kann entweder
    a) in dsDNA umgewandelt werden und als Vorlage für weitere Transkription und Replikation dienen
    b) vom Kapsidprotein CP des Helfervirus eingekapselt werden und Virionen bilden (Assemblierung), die dann durch Knospung (en. budding) aus der Zelle freigesetzt werden
    c) außerhalb des Zellkerns durch Plasmodesmata mit Hilfe von Movement-Proteinen des Helfervirus zu einer benachbarten Zelle transportiert werden (Bewegung von Zelle zu Zelle).

## Etymologie
Der Familienname Tolecusatellitidae ist eine Zusammenziehung aus Tomato leaf curl und der Endung -satellitidae für Satellitenfamilien (s. u.).

## Systematik
Satellitenviren können seitens des International Committee on Taxonomy of Viruses (ICTV) mit eigenen Namensendungen versehen werden (unterschiedlich zu denen für normale Viren): -satellitidae für Familien, -satellitinae für Unterfamilien und -satellite für Gattungen (und darunter).
Die Tolecusatelliten werden taxonomisch in der Familie Tolecusatellitidae zusammengefasst. Diese Familie hat derzeit (Stand Juni 2024) ICTV-bestätigt zwei Gattungen und 131 Arten; es sind keine Unterfamilien ausgewiesen.
Die folgenden Gattungen und Spezies sind anerkannt:
Familie Tolecusatellitidae
- Gattung Betasatellite (frühere provisorische Bezeichnung DNAβ,[10] kodieren die Pathogene Determinante[4] βC1,[11][12] 119 Arten)
  - Spezies Betasatellite abelmoschusinvolutionis mit Okra leaf curl betasatellite (OLCuB)
  - Spezies Betasatellite abelmoschusmusiviflavi mit Bhendi yellow vein mosaic betasatellite (BYVB)
  - Spezies Betasatellite abelmoschusomanense mit Okra leaf curl Oman betasatellite (OLCuOMB)
  - Spezies Betasatellite agerabueaense mit Ageratum leaf curl Buea betasatellite (ALCuBB)
  - Spezies Betasatellite ageracameroonense mit Ageratum leaf curl Cameroon betasatellite (ALCuCMB)
  - Spezies Betasatellite ageraflavi (ehem. Typus) mit Ageratum yellow vein betasatellite (AYVB) – Helfervirus: Ageratum yellow vein virus (AYVV, zu Begomovirus mit Wirt Ageratum conyzoides)[2]
  - Spezies Betasatellite ageraflavichinaense mit Ageratum yellow vein China betasatellite (AYVCNB)
  - Spezies Betasatellite ageraflavinvolutionis mit Ageratum yellow leaf curl betasatellite (AYLCB)
  - Spezies Betasatellite ageraflavisrilankaense mit Ageratum yellow vein Sri Lanka betasatellite alias Ageratum yellow vein India betasatellite (AYVSLB, AYVINB)
  - Spezies Betasatellite alternantherae mit Alternanthera yellow vein betasatellite (AlYVB)
  - Spezies Betasatellite andrographis mit Andrographis yellow vein leaf curl betasatellite (AnYVLCuB)
  - Spezies Betasatellite capsi mit Chili leaf curl betasatellite (ChLCuB) alias Tomato yellow leaf curl Rajasthan betasatellite
  - Spezies Betasatellite capsijaunpurense mit Chili leaf curl Jaunpur betasatellite (ChLCuJB)
  - Spezies Betasatellite capsisrilankaense mit Chili leaf curl Sri Lanka betasatellite (ChLCuSLB)
  - Spezies Betasatellite cardiospermi mit Cardiospermum yellow leaf curl betasatellite (CaYLCuB)
  - Spezies Betasatellite caricachinaense mit Papaya leaf curl China betasatellite (PaLCuCNB)
  - Spezies Betasatellite caricae mit Papaya leaf curl betasatellite (PaLCuB)
  - Spezies Betasatellite caricagandhinagarense mit Papaya leaf curl Gandhinagar betasatellite (PaLCGB)
  - Spezies Betasatellite caricaindianense mit Papaya leaf curl India betasatellite (PaLCuINA)
  - Spezies Betasatellite caricaindianensesecundi mit Papaya leaf curl India betasatellite 2 (PaLCINB2)
  - Spezies Betasatellite codiaei mit Codiaeum leaf curl betasatellite (CoLCuB)
  - Spezies Betasatellite codiaeumflavi mit Croton yellow vein mosaic betasatellite (CroYVMB)
  - Spezies Betasatellite emiliae mit Emilia yellow vein betasatellite (EmYVB)
  - Spezies Betasatellite emiliafujianense mit Emilia yellow vein Fujian betasatellite (EmYVFuB)
  - Spezies Betasatellite erectitis mit Erectites yellow mosaic betasatellite (ErYMB)
  - Spezies Betasatellite eupatorii mit Eupatorium yellow vein betasatellite (EpYVB)
  - Spezies Betasatellite eupatoriumflavi mit Eupatorium yellow vein mosaic betasatellite (EpYVV)
  - Spezies Betasatellite gossypibahraichense mit Cotton leaf curl Bahraich betasatellite (CLCBahB)
  - Spezies Betasatellite gossypibangalorenseprimi mit Cotton leaf curl Bangalore betasatellite 1 (CLCuBaB1)
  - Spezies Betasatellite gossypibangalorensequarti mit Cotton leaf curl Bangalore betasatellite 4 (CLCuBaB4)
  - Spezies Betasatellite gossypibangalorensesecundi mit Cotton leaf curl Bangalore betasatellite 2 (CLCuBaB2)
  - Spezies Betasatellite gossypibangalorensetertii mit Cotton leaf curl Bangalore betasatellite 3 (CLCuBaB3)
  - Spezies Betasatellite gossypiburkinafasoense mit Cotton leaf curl Burkina Faso betasatellite (CLCuBFB)
  - Spezies Betasatellite gossypigeziraense mit Cotton leaf curl Gezira betasatellite (CLCuGeB)
  - Spezies Betasatellite gossypikashmirense mit Cotton leaf curl Kashmir betasatellite (CLCuKaB)
  - Spezies Betasatellite gossypimultanense mit Cotton leaf curl Multan betasatellite (CLCuMuB)
  - Spezies Betasatellite gossypitandojamense mit Cotton leaf curl Tandojam betasatellite (CLCuTaB)
  - Spezies Betasatellite hedyotis mit Hedyotis yellow mosaic betasatellite (HYMB)
  - Spezies Betasatellite hibisci mit Kenaf leaf curl betasatellite (KeLCuB)
  - Spezies Betasatellite hibiscusvenae mit Hibiscus vein enation betasatellite
  - Spezies Betasatellite ioniceravenaflavi mit Honeysuckle yellow vein betasatellite (HYVB)
  - Spezies Betasatellite ioniceravenaibarakiense mit Honeysuckle yellow vein mosaic Ibaraki betasatellite (HYVMIbB)
  - Spezies Betasatellite ioniceravenamusiviflavi mit Honeysuckle yellow vein mosaic betasatellite (HYVMB)
  - Spezies Betasatellite ioniceravenanaraense mit Honeysuckle yellow vein mosaic Nara betasatellite (HYVMNaB)
  - Spezies Betasatellite leucatis mit Leucas zeylanica yellow vein betasatellite (LzYVB)
  - Spezies Betasatellite linderniae mit Lindernia anagallis yellow vein betasatellite (LaYVB)
  - Spezies Betasatellite ludwigiae mit Ludwigia yellow vein betasatellite (LuYMB)
  - Spezies Betasatellite ludwigiaprimi mit Ludwigia leaf distortion betasatellite 1 (LuLDB1)
  - Spezies Betasatellite ludwigiasecundi mit Ludwigia leaf distortion betasatellite 2 (LuLDB2)
  - Spezies Betasatellite ludwigiatertii mit Ludwigia leaf distortion betasatellite 3 (LuLDB3)
  - Spezies Betasatellite malvastri mit Malvastrum leaf curl betasatellite (MaLCuB)
  - Spezies Betasatellite malvastrumcambodiaense mit Malvastrum yellow vein Cambodia betasatellite (MaYVKHB)
  - Spezies Betasatellite malvastrumflavi mit Malvastrum yellow vein betasatellite (MaYVB)
  - Spezies Betasatellite malvastrumyunnanenseprimi mit Malvastrum yellow vein Yunnan betasatellite 1 (MaYVYnB1)
  - Spezies Betasatellite malvastrumyunnanensesecundi mit Malvastrum yellow vein Yunnan betasatellite 2 (MaYVYnB1)
  - Spezies Betasatellite mirabilis mit Mirabilis leaf curl betasatellite (MiLCuB)
  - Spezies Betasatellite momordicae mit Momordica yellow mosaic betasatellite (MamYMB)
  - Spezies Betasatellite nicotianachlorosis mit Tobacco leaf chlorosis betasatellite (TobLCB)
  - Spezies Betasatellite nicotianae mit Tobacco curly shoot betasatellite (TobCSB) – Helfervirus: Tobacco curly shoot virus (TbCSV, zu Begomovirus)[10]
  - Spezies Betasatellite nicotianajapanense mit Tobacco leaf curl Japan betasatellite (TbLCJRB)
  - Spezies Betasatellite nicotianapatnaense mit Tobacco leaf curl Patna betasatellite (TobLCuPatB)
  - Spezies Betasatellite nicotianasheikhupuraense mit Tobacco leaf curl Sheikhupura betasatellite (TobLCuShB)
  - Spezies Betasatellite nicotianayunnanense mit Tobacco leaf curl Yunnan betasatellite (TobLCuYnB)
  - Spezies Betasatellite nicotianinvolutionis mit Tobacco leaf curl betasatellite (TobLCuB)
  - Spezies Betasatellite phaseoli mit French bean leaf curl betasatellite (FBLCuB)
  - Spezies Betasatellite pisi mit Pea leaf distortion betasatellite (PeLDB)
  - Spezies Betasatellite raphani mit Radish leaf curl betasatellite (RaLCuB)
  - Spezies Betasatellite rhynchosiae mit Rhynchosia yellow mosaic betasatellite (RhYMB)
  - Spezies Betasatellite rosae mit Rose leaf curl betasatellite (RoLCuB)
  - Spezies Betasatellite sidabarrackporense mit Sida yellow vein Barrackpore betasatellite (SiYVBaB)
  - Spezies Betasatellite sidae mit Sida leaf curl betasatellite (SiLCuB)
  - Spezies Betasatellite sidamaduraiense mit Sida yellow vein Madurai betasatellite (SiYVMaB)
  - Spezies Betasatellite sidamusivi mit Sida yellow mosaic betasatellite (SiYMB)
  - Spezies Betasatellite sidavietnamenseprimo mit Sida yellow vein Vietnam betasatellite 1 (SiYVVNB1)
  - Spezies Betasatellite sidavietnamensesecundi mit Sida yellow vein Vietnam betasatellite 2 (SiYVVNB2)
  - Spezies Betasatellite siegesbeckiae mit Siegesbeckia yellow vein betasatellite (SiYVB)
  - Spezies Betasatellite siegesbeckiaguangxiense mit Siegesbeckia yellow vein Guangxi betasatellite (SiYVGxB)
  - Spezies Betasatellite siegesbeckiasecundi mit Siegesbeckia yellow vein betasatellite 2 (SiYVB2)
  - Spezies Betasatellite solani mit Tomato leaf curl betasatellite (ToLCB)
  - Spezies Betasatellite solanibangalorense mit Tomato leaf curl Bangalore betasatellite (ToLCBaB)
  - Spezies Betasatellite solanibangalorensesecundi mit Tomato leaf curl Bangalore betasatellite 2 (ToLCuBaB2)
  - Spezies Betasatellite solanibangladeshense mit Tomato leaf curl Bangladesh betasatellite (ToLCBDB)
  - Spezies Betasatellite solanibundiense mit Tomato leaf curl Bundi betasatellite (ToLCuBuB)
  - Spezies Betasatellite solanichinaense mit Tomato leaf curl China betasatellite (ToLCCNB)
  - Spezies Betasatellite solaniflavuschinaense mit Tomato yellow leaf curl China betasatellite (TYLCCNB) – Helfervirus: Tomato yellow leaf curl China virus (TYLCCNV, zu Begomovirus)[10]
  - Spezies Betasatellite solaniflavushandongense mit Tomato yellow leaf curl Shandong betasatellite (ToYLCShB)
  - Spezies Betasatellite solaniflavusparvi mit Tomato yellow dwarf betasatellite (ToYDB)
  - Spezies Betasatellite solaniflavusthailandense mit Tomato yellow leaf curl Thailand betasatellite (TYLCTHB)
  - Spezies Betasatellite solaniflavusvietnamense mit Tomato yellow leaf curl Vietnam betasatellite (TYLCVNB)
  - Spezies Betasatellite solaniflavusyunnanense mit Tomato yellow leaf curl Yunnan betasatellite (ToYLCYnB)
  - Spezies Betasatellite solanighanaenseprimi mit Tomato leaf curl Ghana betasatellite 1 (ToLCuGHB1)
  - Spezies Betasatellite solanighanaensesecundi mit Tomato leaf curl Ghana betasatellite 2 (ToLCuGHB2)
  - Spezies Betasatellite solanighandinagarense mit Tomato leaf curl Gandhinagar betasatellite (ToLCGanB)
  - Spezies Betasatellite solanihajipurense mit Tomato leaf curl Hajipur betasatellite (ToLCuHaB)
  - Spezies Betasatellite solanijavaense mit Tomato leaf curl Java virus betasatellite (ToLCJaB)
  - Spezies Betasatellite solanijoydebpurense mit Tomato leaf curl Joydebpur betasatellite (ToLCJoB)
  - Spezies Betasatellite solanijoydebpurensesecundi mit Tomato leaf curl Joydebpur betasatellite 2 (ToLCuJoB2)
  - Spezies Betasatellite solanikarnatakaense mit Tomato leaf curl Karnataka betasatellite (ToLCuKaB)
  - Spezies Betasatellite solanilagunaense mit Tomato leaf curl Laguna betasatellite (ToLCLaB)
  - Spezies Betasatellite solanilaosense mit Tomato leaf curl Laos betasatellite (ToLCLAB)
  - Spezies Betasatellite solanilucknowense mit Tomato leaf curl Lucknow betasatellite (ToLCuLuB)
  - Spezies Betasatellite solanimalaysiaense mit Tomato leaf curl Malaysia betasatellite (ToLCMYB)
  - Spezies Betasatellite solanindianense mit Tomato leaf curl India betasatellite (ToLCuINB)
  - Spezies Betasatellite solaninepalense mit Tomato leaf curl Nepal betasatellite (ToLCNPB)
  - Spezies Betasatellite solanipakistanense mit Tomato leaf curl Pakistan betasatellite (ToLCuPKB)
  - Spezies Betasatellite solanipanipatense mit Tomato leaf curl Panipat betasatellite (ToLCuPaB)
  - Spezies Betasatellite solanipatnaense mit Tomato leaf curl Patna betasatellite (ToLCPaB)
  - Spezies Betasatellite solaniphilippinense mit Tomato leaf curl Philippine betasatellite (ToLCPHB)
  - Spezies Betasatellite solanipunense mit Tomato leaf curl Pune betasatellite (ToLCuPuB)
  - Spezies Betasatellite solaniranchiense mit Tomato leaf curl Ranchi betasatellite (ToLCuRaB)
  - Spezies Betasatellite solanisecundi mit Tomato leaf curl betasatellite 2 (ToLCuB2)
  - Spezies Betasatellite solanisrilankaense mit Tomato leaf curl Sri Lanka betasatellite (ToLCSLB)
  - Spezies Betasatellite solanitogoense mit Tomato leaf curl Togo betasatellite (ToLCuTGB)
  - Spezies Betasatellite solaniyemenense mit Tomato leaf curl Yemen betasatellite (ToLCYEB)
  - Spezies Betasatellite vernoniae mit Vernonia crinkle betasatellite (VeCrB)
  - Spezies Betasatellite verrnoniaflavi mit Vernonia yellow vein betasatellite (VYVB)
  - Spezies Betasatellite verrnoniaflavusfujianense mit Vernonia yellow vein Fujian betasatellite (VYVFuB)
  - Spezies Betasatellite vignae mit Mungbean yellow mosaic betasatellite (MYMB)
  - Spezies Betasatellite zinniae mit Zinnia leaf curl betasatellite (ZiLCuB)

- Gattung: Deltasatellite (erscheinen defekt in βC1, sind aber eine eigene Gruppe, 12 Arten)
  - Spezies Deltasatellite codiaeumiflavi mit Croton yellow vein deltasatellite (CrYVD)
  - Spezies Deltasatellite desmodii mit Desmodium leaf distortion deltasatellite (DesLDD)
  - Spezies Deltasatellite ipomoeaprimi mit Sweet potato leaf curl deltasatellite 1 (SPLCD1)
  - Spezies Deltasatellite ipomoeasecundi mit Sweet potato leaf curl deltasatellite 2 (SPLCD2)
  - Spezies Deltasatellite ipomoeatertii mit Sweet potato leaf curl deltasatellite 3 (SPLCD3)
  - Spezies Deltasatellite malvastri mit Malvastrum leaf curl deltasatellite (MaLCuD)
  - Spezies Deltasatellite sidaflavusprimi mit Sida golden yellow vein deltasatellite 1 (SiGYVD1)
  - Spezies Deltasatellite sidaflavussecundi mit Sida golden yellow vein deltasatellite 2 (SiGYVD2)
  - Spezies Deltasatellite sidaflavustertii mit Sida golden yellow vein deltasatellite 3 (SiGYVD3)
  - Spezies Deltasatellite solani (ehem. Typus) mit Tomato leaf curl deltasatellite alias Tomato leaf curl virus-satellite (ToLCD)
  - Spezies Deltasatellite solaniflavusprimi mit Tomato yellow leaf distortion deltasatellite 1 (ToYLDD1)
  - Spezies Deltasatellite solaniflavussecundi mit Tomato yellow leaf distortion deltasatellite 2 (ToYLDD2)

Die ehemalige Spezies Malvastrum leaf curl Guangdong betasatellite wurde gelöscht, da das Genom sich als ein Mix von Mix zweier anderer Viren (bzw. MAGs) erwiesen hatte, offenbar ein Fehler in der Metagenomik.